# Cavaliers FC de Nikki
Cavaliers FC de Nikki (voller Name Union Sportive des Cavaliers FC de Nikki)  ist ein beninischer Fußballverein aus Nikki, Département Borgou. Gegründet wurde der Club unter de Namen AS Cavaliers im Jahr 1995. Mit Stand Februar 2023 spielt er im Championnat National du Benin, der ersten Liga des Landes, und trägt seine Heimspiele im Stade Omnisport de Nikki aus, das 1500 Plätze umfasst.